# Булевар Николе Тесле
| Булевар · НИКОЛЕ ТЕСЛЕ | Булевар · НИКОЛЕ ТЕСЛЕ              |
| ---------------------- | ----------------------------------- |
|                        |                                     |
| Општина                | Земун, Нови Београд                 |
| Почетак                | Карађорђев трг                      |
| Крај                   | Булевар Михајла Пупина Ул. Сајмиште |
| Дужина                 | 3200 m                              |
| Ширина                 | 35 m                                |
| Створена               | непознато                           |
| Названа                | 1992                                |
| Стари називи           | Булевар Едварда Кардеља             |
|                        |                                     |
|                        |                                     |

Булевар Николе Тесле се налази на Новом Београду. Простире се од Карађорђевог трга, у Земуну, до ПЦ Ушће. Булевар је реконструисан 2007. године.
Дужина булевара износи око 3200 m.
Булеваром саобраћа шест линија јавног градског аутобуског превоза: 15, 60, 84, 704, 706 и 707.
У булевару се налазе многи важни и познати објекти: хотел Југославија, зграда Аероинжењеринга, Палата Србије (СИВ) и Парк пријатељства. 
Булевар се раније звао Булевар Едварда Кардеља. 1992. je добио назив по највећем српском и југословенском научнику Николи Тесли.

## Галерија
- ПЦ Ушће
- Хотел Југославија
- Палата Србије
- Парк пријатељства